# ロズリン・ヘイマン
ロズリン・ヘイマン（ろずりん・へいまん、Roslyn Hayman、1945年8月 - ）は、オーストラリア出身の実業家、獣医師、文学者。学位は文学修士（東京大学大学院・1977年）。株式会社サンギ 代表取締役社長。

## 経歴
オーストラリアの貿易産業省勤務を経て日本語を学ぶために来日。サンギ創業者である佐久間周治と出会い結婚をする。共同通信社の記者、証券アナリストを経て大学に編入し獣医師資格を取得したが、夫の頼みでサンギに入社し、経営改革に取り組む。最初の仕事はアメリカ子会社の閉鎖であった。

## 略歴
- 1967年 - メルボルン大学卒業
- 1969年 - ニース大学卒業
- 1977年 - 東京大学大学院修了
- 1998年 - 麻布大学卒業
- 1999年 -（獣医師免許取得）
- 1999年 - 株式会社サンギ入社
- 2016年 - 株式会社サンギ・代表取締役社長

ほか